# Северная Америка (регион)
Се́верная Аме́рика (англ. Northern America) — название региона, составляющего часть материка Северная Америка и занимающего территории севернее Латинской Америки. В состав региона входят США, Канада, Бермудские Острова, Сен-Пьер и Микелон и Гренландия. Один из самых экономически развитых макрорегионов в мире.

## Определение местонахождения региона
В русском языке есть некоторая неопределённость в связи с тем, что в английском языке Североамериканский регион называется не North America, как материк, а Northern America, что примерно можно перевести как Северная часть Америки. Термин «Northern America» впервые был применён на картах 1755 года, когда континент делили между собой Великобритания, Франция и Испания. Сегодня под этим названием подразумевают экономически развитые государства и территории, располагающиеся севернее Латинской Америки.

## Состав региона
| Государство или территория    | Площадь (км²) | Население   | Плотность населения (на км²) | Столица   |
| ----------------------------- | ------------- | ----------- | ---------------------------- | --------- |
| Бермуды ( Великобритания)     | 54            | 65 000      | 1203.7                       | Гамильтон |
| Канада                        | 9 984 670     | 36 048 521  | 3.4                          | Оттава    |
| Гренландия ( Дания)           | 2 166 086     | 55 984      | 0.026                        | Нуук      |
| Сен-Пьер и Микелон ( Франция) | 242           | 6080        | 24.8                         | Сен-Пьер  |
| США                           | 9 826 675     | 325 607 197 | 32.7                         | Вашингтон |

## Население
| Год  | Население Северной Америки | %±      | Население Канады, % от региона | Население Канады, % от региона | Население США, % от региона | Население США, % от региона |
| ---- | -------------------------- | ------- | ------------------------------ | ------------------------------ | --------------------------- | --------------------------- |
| 1950 | 171,615,000                |         |                                |                                |                             | 92 %                        |
| 1960 | 204,318,000                | +19.1 % | 17,909,000                     | 8.8 %                          | 186,326,000                 | 91.2 %                      |
| 1970 | 231,284,000                | +13.2 % | 21,717,000                     | 9.4 %                          | 209,464,000                 | 90.6 %                      |
| 1980 | 254,454,000                | +10.0 % | 24,516,000                     | 9.6 %                          | 229,825,000                 | 90.4 %                      |
| 1990 | 281,162,000                | +10.5 % | 27,701,000                     | 9.9 %                          | 253,339,000                 | 90.1 %                      |
| 2000 | 313,289,000                | +11.4 % | 30,667,000                     | 9.8 %                          | 282,496,000                 | 90.2 %                      |
| 2010 | 344,529,000                | +10.0 % | 34,017,000                     | 9.9 %                          | 310,383,000                 | 90.1 %                      |